# 中国共产党浙南特别委员会

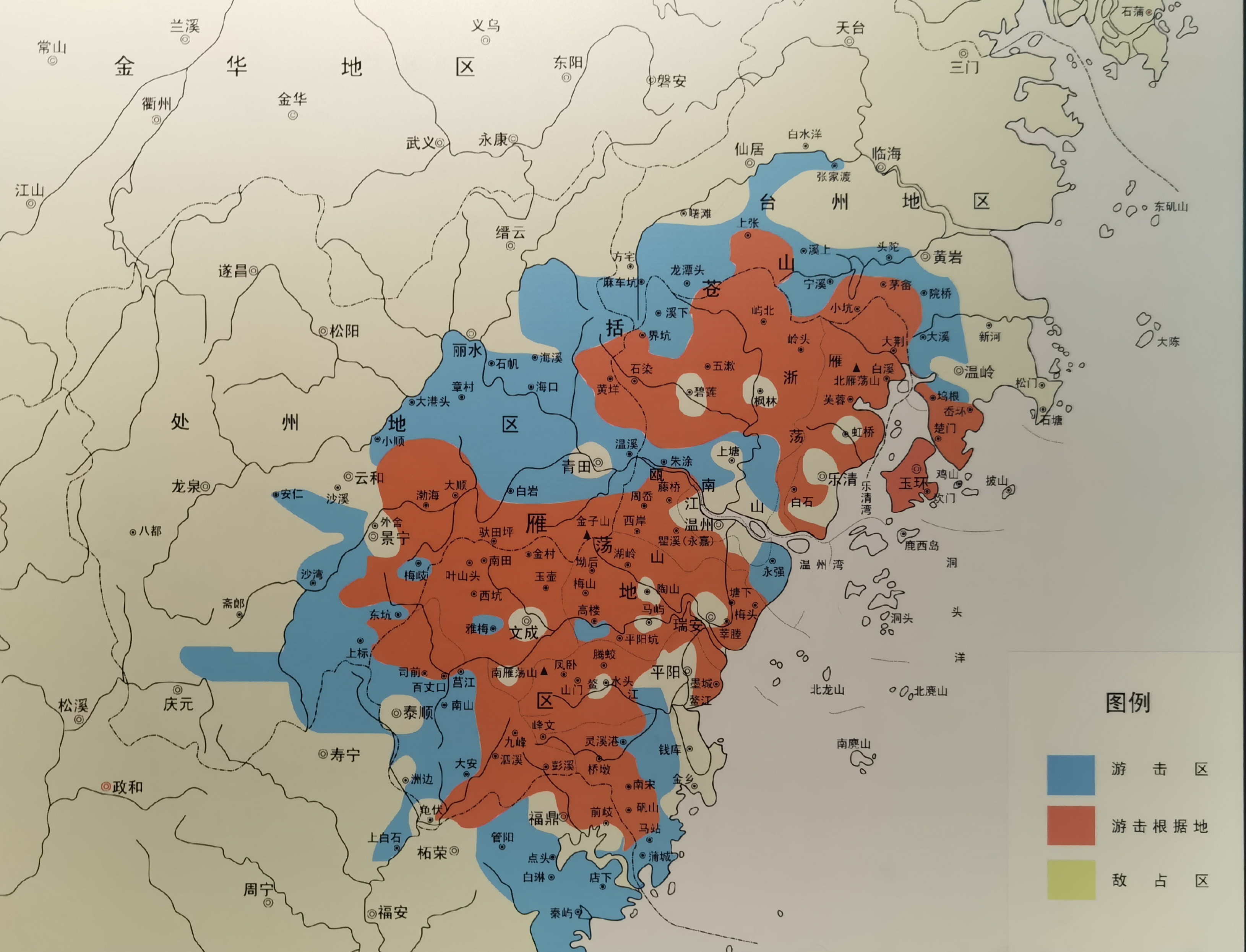
1949年浙南解放前夕形势图

中国共产党浙南特别委员会，又称中共浙南特委、后改中国共产党浙南地方委员会、中国共产党浙南地委，一度称浙南总行动委员会、中共浙江省第五地方委员会，是1928年、1930年、1936年期间中国共产党在浙江南部成立的一个党组织。中共浙南特委在建立后经历多次破坏与重建；1949年入驻浙江温州后，由中国共产党温州地方委员会取代。

## 沿革

### 第一次成立
1927年四一二事件后，工会和农村中的中共活动分子遭到逮捕、通缉。浙南地区由于组织破坏及交通阻碍，中共各级党组织之间信息传递困难增大。7月22日，中共浙江省委在临海设立台属六县通讯处。9月下旬，中央特派员王若飞到浙江传达八七会议精神，并帮助改组中共浙江省委。11月，中共浙江省委指派浙南特派员李吉平（陈韶奏）到台州，12月，在黄坦上宅召开党团活动分子会议。1928年5月初，鉴于台州六县工作开展需要，中共浙江省委指示组织台属特委。7月，省委代理省委书记龙大道巡视台州，着手筹建浙南特委。9月23日，浙江省委常委会通过了《台属各县工作总方针》，决定召集成立浙南特别委员会。同月下旬，龙大道在天台栖霞乡蓝田村主持召开中共浙南代表大会，选举产生了中共浙南特别委员会，管容德为书记，特委机关设在海门（今台州市椒江区）。
11月下旬，中共浙南特委在临海岸头乡道感堂村（现属椒江区）召开第二次代表大会，改选决定王逸仙为书记，特委机关仍设在海门。1928年12月15日，中共浙南特委设在海门的机关被浙江保安队侦破、多人被捕，部分党内文件被搜，特委机关遭到破坏。中共浙江省委获悉后，决定撤销中共浙南特委，改为特派员制，原基层党组织直接隶属于中共浙江省委。

### 第二次成立
1929年，浙江南部发生罕见灾荒，农民暴动不断爆发，中共永嘉中心县委因此组建红军游击队。1930年3月，浙南红军游击队统编为中国工农红军第十三军，胡公冕为军长，金贯真为政委。同年5月，王国桢出席全国苏维埃区域代表会议。6月返回温州，召开中共浙南第一次代表大会，成立中国共产党浙南特别委员会（中共浙南特委），王国桢为特委书记，陈文杰任军事委员。8月，王国桢抵达上海参加苏浙皖三省联席会议，贯彻立三路线，决定向中心城市进攻的决议。浙南特委因此改为浙南总行动委员会，王国桢继任书记。浙南总行委归中共江苏省总熊东委员会领导，总行委机关设在瑞安渔潭庆宁寺，下辖中共台州行委及永嘉、瑞安、平阳、玉环、宣平、缙云、黄岩、天台、温岭、仙居、义乌等县委或行委。9月14日，中共浙南总行委机关被国民政府侦破，行委委员兼秘书金缄三、机关主要工作人员张子玉被捕杀害:109。
9月，中共中央批判了“立三路线”的错误，浙南总行委撤销，并恢复中共浙南特委，王国桢仍任书记，归中共江南省委领导，特委成员未变动，领导永嘉、瑞安、平阳、温岭、黄岩、仙居、玉环等县中共地下工作。11月，王国桢调到红十三军工作，中共浙南特委召开扩大会议，推选曹珍（即石瑞芳）为代理书记。12月，曹珍被捕，党组织遭到破坏。1930年11月18日，中共中央和中共江南省委决定撤销中共浙南特委，成立中共温州中心县委，由王国桢任书记，下辖瑞安县委、平阳县委、永嘉县各区委和乐清区委。
1931年1月，中共江南省委改组为中共江苏省委，中共温州中心县委改由中共中央直接领导。6月，王国桢主持召开中共温州中心县委会议，改选朱绍玉为中心县委书记。同年9月10日，朱绍玉在瑞安渔潭被国民党永嘉保安队逮捕。10月16日，王国桢在瑞安飞云渡口因遭人举报被捕。12月11日，两人同时在温州松台山被杀害，中共温州中心县委解体。

### 第三次成立
1935年1月，根据中共苏区中央分局指示，以红军北上先遣队先头部队和突围部队为基础，迅速组建中国工农红军挺进师，进入浙江境内，战略上配合中央红军主力长征。9月，由刘英、粟裕率领的红军挺进师从浙西南转战至浙南，成立中共闽浙边临时省委，着手开辟游击根据地。1936年3月，中共浙南特别区委员会在泰顺县峰文乡小南山成立，首任书记郑宗毓，下属中共瑞平泰、泰顺、鼎平、平阳、瑞平、福鼎、桐霞等7个县委、28个区委。1936年8月，成立了浙南人民革命委员会，并建立基层苏维埃政权。9月特委改组，由谢文清接任书记，下辖瑞平泰、鼎平、福鼎三个县委:797-798。
1937年2月峰文战斗后，浙江境内的国共矛盾激化，国军对浙南游击根据地进行围剿。为保存革命力量，红军挺进师决定分散打游击，粟裕率主力回浙西南，刘英率省委机关和特务队到永瑞青等边界活动。原任浙南特委书记谢文清随粟裕到浙西南，临时省委别指派龙跃接任特委代理书记（约1个月），3月龙跃任浙南特委书记。1942年2月8日，由于遭人举报，省委书记刘英在温州被捕后惨遭处决，中共浙江省委机关再次被破坏，中共浙南特委则转向农村基层。5月，特委机关从永嘉纸山转移到青景丽梅岐山区（今属景宁畲族自治县）。1944年4月，特委机关迁回文成、青田、瑞安三县边界五云山、梅山等山区。1946年第二次国共内战爆发，中共浙南特委负责开展游击战争，并配合解放军主力作战。
1948年11月25日，浙南特委改为中共浙南地方委员会，龙跃任书记。同时，中国人民解放军浙南游击纵队司令部、政治部在瑞安县永峰乡板寮村正式宣布成立，龙跃任司令员兼政治委员，郑丹甫任副司令员，胡景碱任政治部主任，张金发任参谋处主任。浙南游击纵队司令部与浙南地委机关驻地同设在板寮村。1949年4月22日，中共浙南地委发出《迎接解放军渡江南进宣言》，号召民众参与并率浙南游击纵队、各县队和广大民兵配合解放军攻占浙南全境:291-292。同年5月，龙跃成功争取国民党温州专员兼保安司令、国军200师师长叶芳起义。1949年5月22日，中共浙南地委由瑞安进入温州。1949年7月，浙南地委改建为中共浙江省第五地方委员会。12月，改为中国共产党温州地方委员会:121。

## 相关
- 中共浙南特委成立旧址
- 中共浙南特委上海支部
- 中共浙南特委上海联络站